# Walter De Greef
Walter De Greef (Paal, 1957. november 12. –) válogatott belga labdarúgó, középpályás.

## Pályafutása

### Klubcsapatban
1975 és 1981 között a Beringen, 1981 és 1986 között az Anderlecht labdarúgója volt. Az Anderlechttel két belga bajnoki címet nyert és tagja volt az 1982–83-as idényben UEFA-kupagyőztes csapatnak. 1986–87-ben az osztrák Wiener SC, 1987–88-ban a Lokeren, 1988–89-ben a Patro Eisden játékosa volt.

### A válogatottban
1984-ben öt alkalommal szerepelt a belga válogatottban. Részt vett az 1984-es franciaországi Európa-bajnokságon.

## Sikerei, díjai
Anderlecht
- Belga bajnokság
  - bajnok (2): 1984–85, 1985–86
- Belga szuperkupa
  - győztes: 1985
- UEFA-kupa
  - győztes: 1982–83
  - döntős: 1983–84